# Trichopothyne rondoni
Trichopothyne rondoni là một loài bọ cánh cứng trong họ Cerambycidae.